# Етнологія
Етноло́гія  (етнос — народ, логос — наука, вчення) — наука про пізнання народів, прогресу і цивілізацій. Вживається як рівнозначний з етнографією, або позначає окрему дисципліну. Першим, хто започаткував етнологічні теорії (біологічний дифузіонізм та культурний еволюціонізм), був Хосе де Акоста (1590), запропонувавши їх на прикладі розселення індіанців Америки.

## Історія
У науковій обіг термін «етнологія» був введений ще в 1784 році А. Шаванном, проте справжнє поширення він набув лише у першій половині XIX ст. завдяки роботам В. Едвардса і Андре-Марі Ампера.
У різних наукових школах та у різні періоди етнологія мала неоднозначний статус: і як наука про народи на відміну від антропології — науки про людину, і як частина соціальної антропології, і як дисципліна описова і, навпаки, теоретична галузь знання. Згідно з найбільш усталеною концепцією (К. Леві-Строса) етнологія є проміжним етапом у процесі наукового пізнання людини взагалі. Етнологія — це перший крок до синтезу знань та філософсько-соціологічного осмислення емпіричних даних.
Етнографія позначає науку описову, а етнологія — загальнотеоретичну, яка розв'язує загальні народознавчі проблеми. Проте таке розмежування досить умовне, бо етнографія не виключає узагальнень теоретичного плану, так само як етнологія застосовує методи опису.

## Основні етнологічні школи

### Еволюціонізм
Еволюціонізм — перша етнологічна теорія, формування якої почалося в середині 19 ст. Джерела її — у принципі розвитку в природознавстві, що завершився появою теорії еволюції. Свою основну задачу прибічники еволюціонізму в науці про культуру бачили в тому, щоб відкрити й пояснити загальні закономірності розвитку культури, у зіставленні рівнів розвитку культури різних народів. Представники еволюціонізму у Великій Британії — Герберт Спенсер, Едвард Тайлор, Джеймс Фрейзер, у Німеччині — Адольф Бастіан, Теодор Вайц, Генхір Шурц; у Франції — Шарль Летурно; у США — Льюїс Генрі Морган. Завдяки їх дослідженням культура, що раніше являла собою сукупність окремих типів і форм, набула цілісність, її було систематизовано.
Засновником еволюціонізму в етнології вважають Едварда Тайлора (1832 — 1917). Вважав, що всі культури проходять однаковий шлях еволюції від дикості до цивілізації; різні рівні розвитку культур різних народів не залежать від расових відмінностей. Теорії виродження Ж. де Местра Тайлор протиставив ідею прогресивного розвитку культури. При цьому він допускав можливість деградації культур в окремих випадках. У своїх роздумах він спирався на те, що людина — частина природи, що розвивається у зв'язку з її закономірностями. Всі люди однакові за своїми психологічним й інтелектуальним потенціалом. Він стверджував, що еволюція культури іманентна.
Герберт Спенсер запропонував концепцію еволюції як особливого типу послідовних змін культурних феноменів від однорідних (гомогенності) до узгодженої неоднорідності (гетерогенність). Проводив аналогію суспільства й організму. Культури (або суспільства) розвиваються під впливом зовнішніх (географічне середовище, сусідні культури) й внутрішніх (фізична природа людини, розбіжності психологічних якостей) факторів. «Відсталі» культури були створені фізично, інтелектуально й морально нерозвинутими людьми. Із ранніх стадій людської передісторії продовжується повільна адаптація людьми природи.
Виділив два боки історичного розвитку суспільства — диференціація та інтеграція. Розвиток починається з кількісного зростання, збільшення кількості елементів, що складають культуру. Кількісне зростання веде до диференціації цілого на окремі частини.
Адольф Бастіан вважав, що всі люди на ранньому етапі розвитку людства мали однакову психічну структуру — систему адаптації до історично-географічних умов. Це підтверджується тим, що елементарні ідеї багатьох культур схожі між собою. Розвиток суспільства відбувається в формі кругообігу. Цикл розвитку може продовжуватися, якщо для цього є стимули. Чим більше народ пов'язаний із географічним середовищем, тим менше він піддається історичним змінам.
Льюїс Генрі Морган (1818 — 1881) досліджував місто й роль родового строю в історії людства, історію формування сімейно-шлюбних відносин, періодизація історії людства.
Усю історію він поділив на два періоди: ранній — організація, що базується на родах, племенах; пізній — політична організація, що заснована на різних відношеннях людей до території та власності.
Зробив спробу періодизації первісної культури. Це дозволило об'єднати етнографічні, історичні й археологічні факти.
Із теорій еволюціоністів було зроблено ідеологічний висновок: якщо всі народи розвиваються за єдиною схемою і верхівкою в цій схемі вважають європейське суспільство, то імперії, що захоплюють нові колонії, допомагають їм таким чином пришвидшити розвиток.
Проте представники еволюціонізму не намагалися пояснити причину виникнення культури.

### Дифузіонізм
До кінця 19 ст. відбулися зміни в етнології: безпосередніми етнографічними дослідженнями займалися підготовлені науковці, а не торговці й місіонери, як це було раніше.
Методологічна криза еволюціонізму призвела до появи дифузіоністичних шкіл, які протиставили еволюціонізму вивчення обмеженого кола історичних проблем. Їх ціль — показати просторово поширені культури або окремі культурні елементи, виявити області їх походження.
Термін «дифузія» (лат. — поширення) було запозичено з фізики. В етнокультурології став означати поширення культурних явищ через контакти між народами (торгівля, переселення, завоювання і т. д.).
У Скандинавії існував історично-географічний напрям дифузіонізму (представник — Ерік Норденшельд), у Німеччині — культурно-історичний (Фриц Гребнер, Вільгельм Шмідт) та антропогеографічний (Лео Фробеніус), у Північній Америці ідеї дифузіонізму були втілені в теорії культурних ареалів (Едуард Сепір, Мелвілл, Герсковіц), у Великій Британії цей напрям розвивався у рамках геополітичної школи (Графтон Еліот-Сміт, Вільям Ріверс).
Засновником дифузіонізму є Фрідріх Ратцель. Він звернув увагу на закономірності розповсюдження явищ культури за країнами та зонами. У своїх дослідженнях виявляв загальну картину розселення людства по землі й розвиток культури у зв'язку з географічними умовами.
Вважав, що роль розповсюдження етнографічних предметів у спілкуванні між народами набагато більша, ніж розповсюдження мов або расових характеристик. Предмети залишаються на території навіть тоді, коли народ припинив існування, тому вивчення географічного розповсюдження предметів є найважливішим при дослідженні культури.
Лео Фробеніус створив концепцію морфології культури, став засновником теорії «культурних кіл». Вважав, що культури — організми, що існують за загальними законами всього живого.
Зміни в культурі відбуваються через те, що поширюються не окремі елементи, а цілі комплекси культурних явищ. Люди — продукт або об'єкт культури, який розповсюджує її, а не створює. Кожна культура має власний характер — «пайдеум» — це культурно-психологічне поняття, духовна структура народу. Ділив культури на жіночі й чоловічі. Досліджував африканські культури, серед яких виокремив два типи: теллургічна культура (направлена вгору від землі) й хтонічна (направлена до землі).
Фріц Гребнер (1870 — 1934) головною проблемою етнології вважав розробку методу дослідження культурно-історичних зв'язків або самостійного походження культур. Вважав, що в історії культури нема закономірностей.

### Соціологічна школа
Представники школи вважали головним предметом етнології людське суспільство, адже воно не може бути зведене до простого поєднання індивідів. Суспільство — система моральних зв'язків між людьми.
Значні представники цієї школи — Еміль Дюркгейм (1858–1917), К. Леві-Строс, Л. Леві-Брюль, М. Мосса.
Людська свідомість існує в двох формах: як індивідуальна та як колективна. Перша специфічна для кожної людини. Друга єдина для всієї групи. Колективна свідомість виражається в колективних уявленнях — релігії, міфах, нормах моралі, права.
Леві-Брюль є автором теорії дологічного мислення. Таке мислення не оминає протиріч, його не можна відокремити від емоцій. Воно впливає на нервову систему. Людина сприймає не окремі явища, а їх комплекси. Згідно з законом партиціпації предмет може мислитися самим собою й чимось іншим, бути в різних місцях одночасно.

## Українська етнологія
Українська етнологія — наука, яка чи не найбільше постраждала за роки радянської влади. Оформившись у середині XIX ст. як окрема, самостійна наукова дисципліна з власними об'єктом та предметом дослідження, у 20-30-х рр. ХХ ст. вона майже зникла з площини суспільних наук, зазнавши відчутних утисків та болючих втрат. Це виразилось як у фізичному знищенні українських фахівців-етнологів, так і у фальсифікації окремих сторінок її історії, приниженні внеску вітчизняних учених у розвиток науки, постановку та вирішення багатьох важливих теоретичних та практичних питань. Та попри все, українська етнологія розвивається, а її історія досліджується.